# II. třída okresu Písek
Písecký okresní přebor(nově 8.liga)(Okresní přebor II. třídy) patří společně s ostatními druhými třídami mezi osmé nejvyšší fotbalové soutěže v Česku. Je řízena Okresním fotbalovým svazem Písek. Účastní se ji 14 týmů z okresu okresu Písek, každý s každým hraje jednou na domácím hřišti a jednou na hřišti soupeře. Celkem se tedy hraje 26 kol.

## Vítězové
| Ročník    | Vítězný tým             |  |
| --------- | ----------------------- |  |
| 2003/2004 | TJ Sokol Bernartice     |  |
| 2004/2005 | TJ Mirotice             |  |
| 2005/2006 | SK SIKO Čimelice        |  |
| 2006/2007 | FC DIMMPL Mirovice      |  |
| 2007/2008 | TJ Sokol Bernartice     |  |
| 2008/2009 | FC ZVVZ Milevsko „C“    |  |
| 2009/2010 | FC DIMMPL Mirovice      |  |
| 2010/2011 | FC ZVVZ Milevsko „C“    |  |
| 2011/2012 | AFK Smetanova Lhota     |  |
| 2012/2013 | 1. FC Boston Kluky      |  |
| 2013/2014 | FK Protivín „B“         |  |
| 2014/2015 | TJ Božetice             |  |
| 2015/2016 | TJ Sokol Putim          |  |
| 2016/2017 | TJ Podolí II            |  |
| 2017/2018 | TJ Blaník Milenovice    |  |
| 2018/2019 | FK IPD service Kestřany |  |
| 2019/2020 | NEDOHRÁNO               |  |
| 2020/2021 | NEDOHRÁNO               |  |
| 2021/2022 | TJ Podolí II            |  |
| 2022/2023 | TJ Hradiště,,B"         |  |
| 2023/2024 | TJ Sokol Čížová         |  |
| 2024/2025 | TJ Mirotice             |  |
| 2025/2026 |                         |  |
| 2026/2027 |                         |  |